# Gérard Balanche
Gérard Balanche (* 18. Januar 1968 in Le Locle) ist ein ehemaliger Schweizer Skispringer.

## Werdegang
Balanche gab am 30. Dezember 1984 sein Debüt im Skisprung-Weltcup. Seine ersten Springen im Rahmen der Vierschanzentournee 1984/85 verliefen jedoch noch erfolglos. Im März 1985 gelang ihm dann der Durchbruch im Weltcup. Im schwedischen Falun erreichte er mit dem 13. Platz erstmals Weltcup-Punkte. Zwei Tage später sprang er in Oslo erstmals und letztmals aufs Podium. Die folgenden Saisons verliefen wechselhaft. Bei den Springen zur Vierschanzentournee blieb er meist auf mittelmässigen Plätzen hängen. In den anderen Weltcup-Springen erreichte er meist Weltcup-Punkte. Seine erfolgreichste Saison 1986/87 beendete er auf dem 27. Platz in der Weltcup-Gesamtwertung.
Bei den Olympischen Winterspielen 1988 in Calgary sprang Balanche von der Normalschanze auf den 37. und von der Grossschanze auf den 30. Platz. Im Teamspringen erreichte er gemeinsam mit Christoph Lehmann, Fabrice Piazzini und Christian Hauswirth den 8. Platz. Im ersten Weltcup nach den Spielen in Lahti konnte Balanche mit dem 13. Platz noch einmal Weltcup-Punkte gewinnen.
Die Vierschanzentournee 1988/89 verlief für Balanche erfolglos. Auch bei der folgenden Nordischen Skiweltmeisterschaft 1989 in Lahti, bei der er von der Normalschanze auf den 34. und von der Grossschanze auf den 49. Platz sprang, verlief eher ohne grosse Erfolge. Nach der Weltmeisterschaft beendete Balanche seine aktive Skisprungkarriere.